# Конунги Гардарики
Конунги Гардарики — правители Гардарики, зафиксированные в скандинавских сагах.

## Легендарные конунги
- Сигрлами (др.-сканд. Sigrlami) (Сага о Хервёр H и U, cap. II, (с))
- Свафрлами (др.-сканд. Svafrlami) (Сага о Хервёр)
- Хроллауг (др.-сканд. Rollaugr, Hrollaugr) (Сага о Хервёр)
- Хандван (лат. Handwanus, Andwanus) — правитель города Дуна, воевавший с Хаддингом и Фродо. (Деяния данов, I.6, II.1)
- Транно (лат. Trannon) — правитель, воевавший с Фродо. (Деяния данов, II.1)
- Веспасий (лат. Vespasius) — правитель города Палтиски (Полоцк)[1][2], воевавший с Фродо[3]. (Деяния данов, II.1)
- Бой (лат. Bous) — вождь, сын Одина и княгини Ринд. (Деяния данов, III.4)
- Гирдир (др.-сканд. Hirðír), конунг-соправитель Гертнита (Сага о Тидреке Бернском,

- Гертнит (др.-сканд. Hertnið), конунг Русиланда, Гриккуланда, Унгерланда, а впоследствии Вилькиналанда (Сага о Тидреке Бернском, 22)
  - Вальдимар (др.-сканд. Valdimarr), конунг в Хольмгарде, младший сын Гертнита, воевал с гуннами, погиб в битве с Аттилой (возможно[4], тождественен Владимиру Древнему, легендарному князю словен) (Сага о Тидреке Бернском, 293)
  - Ирон (др.-сканд. Íron), младший брат Вальдимара, конунг Смаленскьи, назначенный Аттилой ярлом в Русиланде, и правивший в Хольмгарде (Великий Новгород) (Сага о Тидреке Бернском, 315)
- Олимар (Олимир) (лат. Olimarus) — вождь из Роталии, конунг в Хольмгарде, воевавший с Фродо III. (Деяния данов, V.7). Имя находит своё соответствие с именем третьего вождя герулов Алимера.[5]
- Онев (Ян) — вождь из Роталии, конунг в Кенугарде, союзник Фродо III. (Деяния данов, V.7). Имя находит своё соответствие с именем второго вождя герулов Анаваса[5].
- Флокк (лат. Flokk, Floccus) — правитель востока, воевавший против Старкада(Деяния данов, VI.5:9)
- Ульфхейдинн Заслуживающий Доверия (др.-сканд. Úlfheðinn). Платил дань етунам-великанам. (Сага о Торстейне Силе Дома)
- Скира (др.-сканд. Skira), конунг (Деяния данов)
  - Радбарт (др.-сканд. Ráðbarðr, Raðbarðr), сын Скиры, конунг Гардарики (Деяния данов, Сага об Олаве Трюггвасоне, Песнь о Хюндле, фрагменты Саги о некоторых древних конунгах)
    - Рандвер (др.-сканд. Randver), сын Радбарда, конунг Гардарики (Песнь о Хюндле, фрагменты Саги о некоторых древних конунгах)
- Регнальд (лат. Regnaldus), внук Радбарда, по одной версии конунг Кенугарда (Киев), участвовал в битве при Бравалле, на стороне Сигурда Ринга. (Деяния данов, VIII. 8.3.12—8.3.13)
- Реггвид Старший (др.-сканд. Hreggviðr), конунг Хольмгарда (Сага о Хрольве Пешеходе, 1:1)
- Гримм Больной, наместник Реггвида в Алаборге
- Хрольв, зять Реггвида, женатый на его дочери Ингегерд. Занял трон Хольмгарда после смерти тестя. (Сага о Хрольве Пешеходе)
  - Реггвид Младший (др.-сканд. Hreggviðr), сын Хрольва и Ингегерд, конунг Хольмгарда (Сага о Хрольве Пешеходе)
- Хёгни (исл. Högni) — конунг в Аустрвеге (Прядь о Сёрли)
- Хертрюгг (др.-сканд. Hertryggr) — конунг (Сага об Эгиле Одноруком и Асмунде, убийце берсерков, 1.1)
- Эгиль Однорукий (др.-сканд. Egill einhendi) — зять и преемник Хертрюгга (Сага об Эгиле Одноруком и Асмунде, убийце берсерков, 18.4)
- Дий (лат. Dian). Убит Рагнаром Лодброком. (Деяния данов, IX. 9.4.20—9.4.21)
  - Даксо (лат. Daxon), сын Дия, сжёг Хвитсерка, и вернул себе трон отца. (Деяния данов, IX. 9.4.21, 9.4.29—9.4.32)
- Хальдфан Воспитатель Браны (др.-сканд. Hálfdan Brönufostri), конунг «Холодной Швеции» (др.-сканд. Svíþjóð hin kalda)[6] (Сага о Сёрли Сильном)
- Рагнар Лодброк (др.-сканд. Ragnarr Loðbrók, лат. Regner Lothbrog), он же Рагнар Кожаные Штаны, сын Сигурда Кольцо (Сага о Скьёлдунгах)[7]
  - Хвитсерк (др.-сканд. Hvítserkr , лат. Withsercus), один из многочисленных сыновей Рагнара Лодброка, по одной версии правивший в Гардарики по воле отца. Убит Даксоном. (Деяния данов, IX. 9.4.17, 9.4.21, 9.4.29, 9.4.30)
- Даг — современник Ингвара, конунг в Гардаланде с малочисленным войском (Сага о Стурлауге Трудолюбивом)
- Франмар (др.-сканд. Framarr, Fránmarr) — после смерти Ингвара, женился на его дочери Ингибьёрг и стал конунгом в Альдейгью (Старая Ладога)[8]. «От Франмара и Ингибьёрг пошёл большой род и много знатных людей.» (Сага о Стурлауге Трудолюбивом)
- Геррауд (др.-сканд. Herrauðr), по разным редакциям саги конунг Гардарики, Хольмгарда или Гунналанда (в Кенугарде). (Сага об Одде Стреле)
- Квиллан (др.-сканд. Kvillánus), конунг Хольмгарда (Сага об Одде Стреле, 30)
- Хольмгейр (др.-сканд. Hólmgeirr), конунг Хольмгарда после Квиллана (Сага об Одде Стреле, 30)
- Одд Стрела (др.-сканд. Örvar-Oddr), по разным редакциям саги преемник на троне Геррауда или Квиллана (Сага об Одде Стреле)
- Палтес (др.-сканд. Paltes), конунг Палтескьюборга (Полоцк)[9] (Сага об Одде Стреле, 30)
- Кёнмар (др.-сканд. Kænmarr), конунг Кенугарда (Сага об Одде Стреле, 30)
- Марро (др.-сканд. Marró), конунг Морамара[9] (Сага об Одде Стреле, 30)
- Эддвал (др.-сканд. Eddval), конунг Сурсдала[9] (Сага об Одде Стреле, 30)
- Радстав (др.-сканд. Ráðstafr), конунг Радстова[9] (Сага об Одде Стреле, 30)
- Хергейр (др.-сканд. Hergeirr) — правил в Альдейгьюборге, (Сага о Хальвдане Эйстенссоне, II)
- Эйстейн (др.-сканд. Eysteinn) — правил в Альдейгьюборге, захватив власть в результате поражения Хергейра на поле брани, женился на Исгерд, жене Хергейра (Сага о Хальвдане Эйстенссоне, III)
- Сигмунд (др.-сканд. Sigmundr) — правил в Альдейгьюборге после смерти Эйстейна, брат и соправитель Исгерд, жены Хергейра (Сага о Хальвдане Эйстенссоне, XI)
- Скули (др.-сканд. Skúli) — ярл Алаборга, воспитатель Ингигерд, дочери конунга Хергейра и Исгерд (Сага о Хальвдане Эйстенссоне, IV)
- Ульвкелл Сниллинг (др.-сканд. Úlfkels snillings) — ярл Алаборга, узурпировавший трон после Скули и женатый на Ингигерд, дочери конунга Хергейра (Сага о Хальвдане Эйстенссоне, VI, XI)
- Элемми (Elemmie) — конунг в Хольмгарде, (Сага о Тристраме и Исодд, IV)
- Сисар (Sísarr) — конунг в Кенугарде (Сага о Гаутреке, 4)

## Исторические конунги
- Ингвар (др.-сканд. Ingvarr) — правил в Альдейгьюборге (Старая Ладога), его дочь Ингибьёрг (Ингигерд). Возможно, киевский князь Игорь Рюрикович[8]. Убит Стурлаугом. (Сага о Стурлауге Трудолюбивом)
- Вальдимар (др.-сканд. Valdimar, Valdamarr) — прототипом послужил Владимир Святославич, великий князь киевский (Сага об Эймунде)
- Виссавальд (др.-сканд. Vissavald, Wissewald (нем.), Visvaldis (лит.)), жених Сигрид Гордой, (Браун Ф. А. отождествил[10] с Всеволодом Владимировичем, князем волынским).
- Харальд (др.-сканд. Harald) — предположительно одно из имён Мстислава Владимировича, назван так в честь деда[11][12].
- Ярицлейф (др.-сканд. Jarizleifr, Jaritláfr), Ярослав Мудрый — конунг Хольмгарда, сын Вальдимара, муж Ингигерды (Сага об Эймунде)
- Бурицлейф (др.-сканд. Búrizleifr, Búrizlafr) — старший брат Ярицлейва, конунг Кэнугарда (вероятно прототипом послужил Святополк Владимирович Окаянный, князь туровский затем великий князь киевский, или его союзник и тесть Болеслав Храбрый, король польский, или Борис Владимирович, князь ростовский) (Сага об Эймунде)
- Вартилаф (др.-сканд. Vartilafr), брат Ярицлейфа (прототипом послужил Брячислав Изяславич, князь полоцкий) (Сага об Эймунде)
- Александр (др.-сканд. Alexandr), конунг в Хольмгарде, Александр Ярославич Невский (Сага о Хаконе Хаконарсоне)
- Андрес (др.-сканд. Andres), конунг в Сурсдале, Андрей Ярославич, младший брат Александра (Сага о Хаконе Хаконарсоне)
- Валад, Валадар — Володарь Глебович, отец датской королевы Софии[13]